# Ilex perado
Ilex perado là một loài thực vật có hoa trong họ Aquifoliaceae. Loài này được Aiton mô tả khoa học đầu tiên năm 1789.

## Hình ảnh

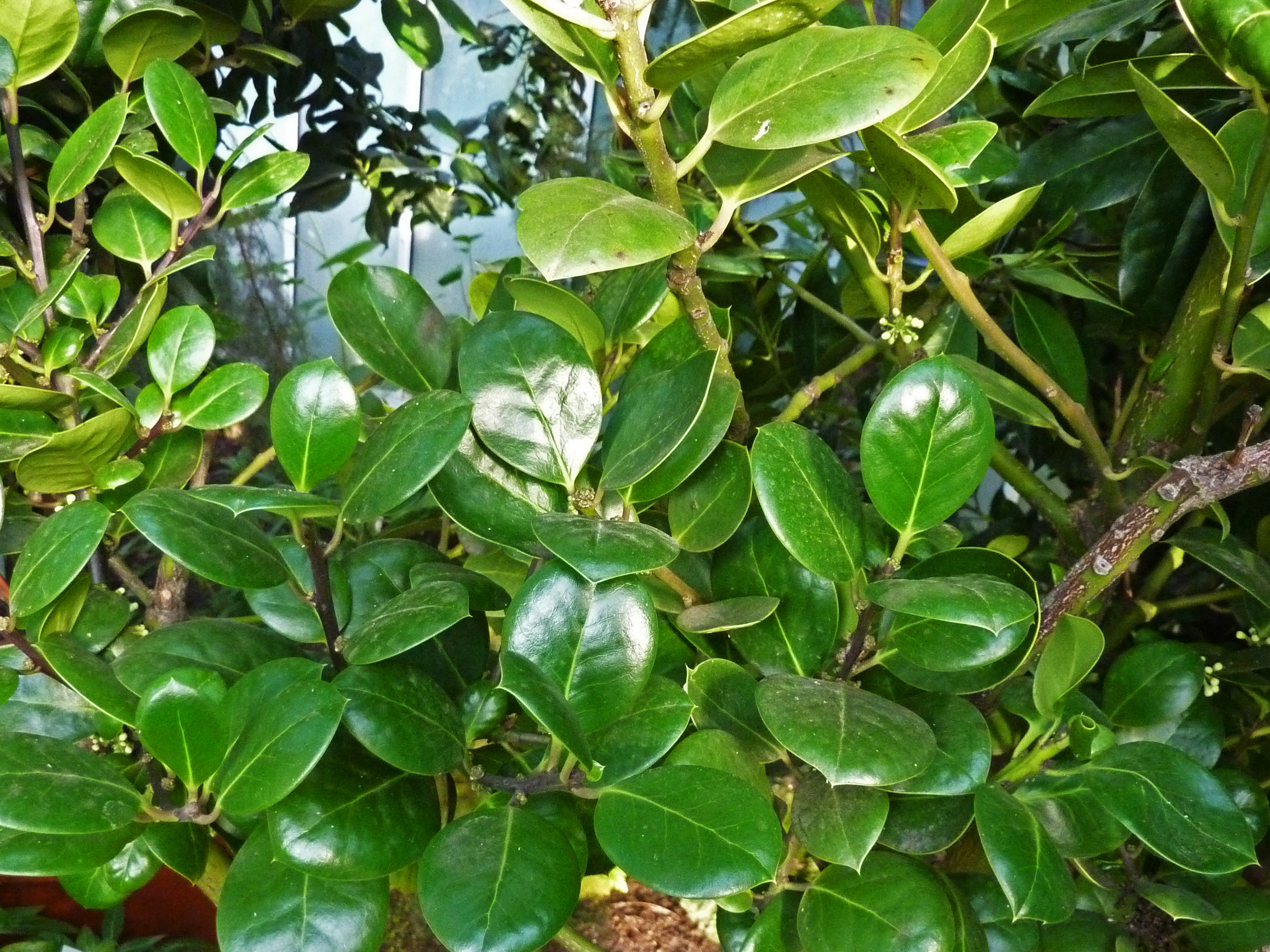